# Irácké námořnictvo
Irácké námořnictvo je jednou ze složek ozbrojených sil Iráku. Přestože od 70. let zaznamenalo určitý rozvoj, během války v Zálivu bylo stále spíše pobřežní silou a prakticky zaniklo. Nyní je organizováno znovu, přičemž jeho jádrem jsou především malá hlídková plavidla. Jeho hlavními úkoly jsou pobřežní obrana a hlídkování.

## Historie

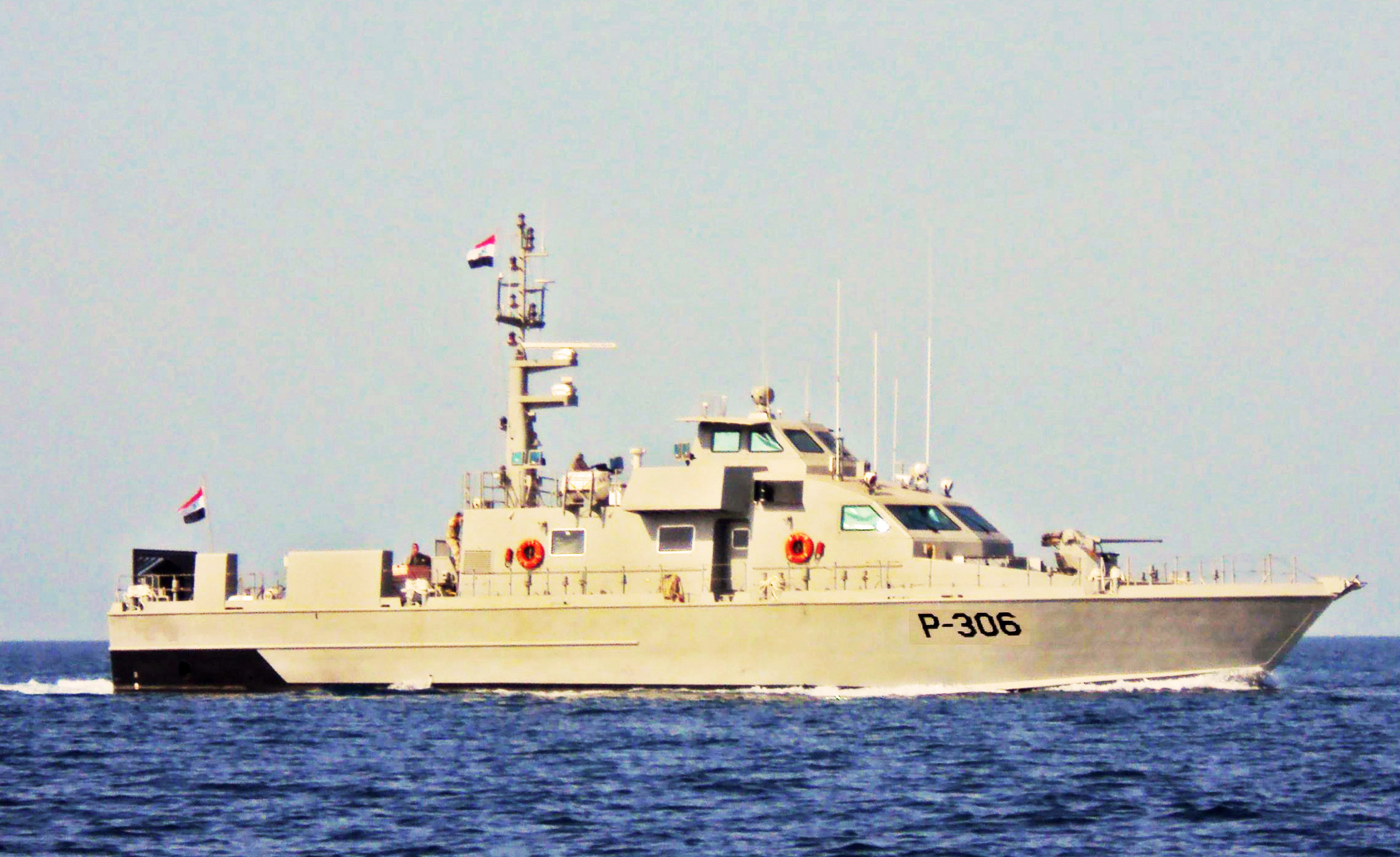
Irácký hlídkový člun P-306 Swiftships FPV35

Od svého vzniku v roce 1937 až do roku 1958 bylo Irácké námořnictvo malou silou, operující zejména na řekách. V roce 1958 v zemi proběhl vojenský převrat, prosovětská revoluční vláda nastolila republiku a iniciovala rozvoj námořnictva. To bylo v následujících letech posilováno především sovětskými plavidly. V letech 1959–1961 získalo dvanáct torpédových člunů třídy P6, které v 70. letech (již po novém převratu Saddáma Husajna) následovalo dvanáct raketových člunů třídy Osa I a II. Mimo to země získala i sovětské minolovky, hlídkové čluny či čtyři výsadkové lodě třídy Polnocny B. V 80. letech se zlepšily vztahy Iráku se Západem a novým hlavním dodavatelem námořnictva se měla stát Itálie. Započala stavba čtyř fregat třídy Hittin, dvou vrtulníkových korvet třídy Mussa Ben Nussair a čtyř úderných korvet třídy Abdullah ibn Abi Serk a zásobovacího tanketu Agnadeen třídy Stromboli. Invaze do Kuvajtu a následné embargo však zabránily předání plavidel, která poté převážně přebrala jiná námořnictva. Samotné Irácké námořnictvo během války v Zálivu prakticky zaniklo a ve válce v Iráku již nehrálo významnější roli.
Od té doby je námořnictvo budováno znovu, tentokrát s americkou pomocí. Loděnice Swiftships Shipbuilders pro něj postavila celkem dvanáct 35metrových hlídkových člunů Swiftships FPV35 vhodných pro operace do vzdálenosti 200 námořních mil od pobřeží. Plavidla jsou vyzbrojena jedním 30mm kanónem a dosahují rychlosti 30 uzlů. Dodány byly do roku 2013.

## Složení

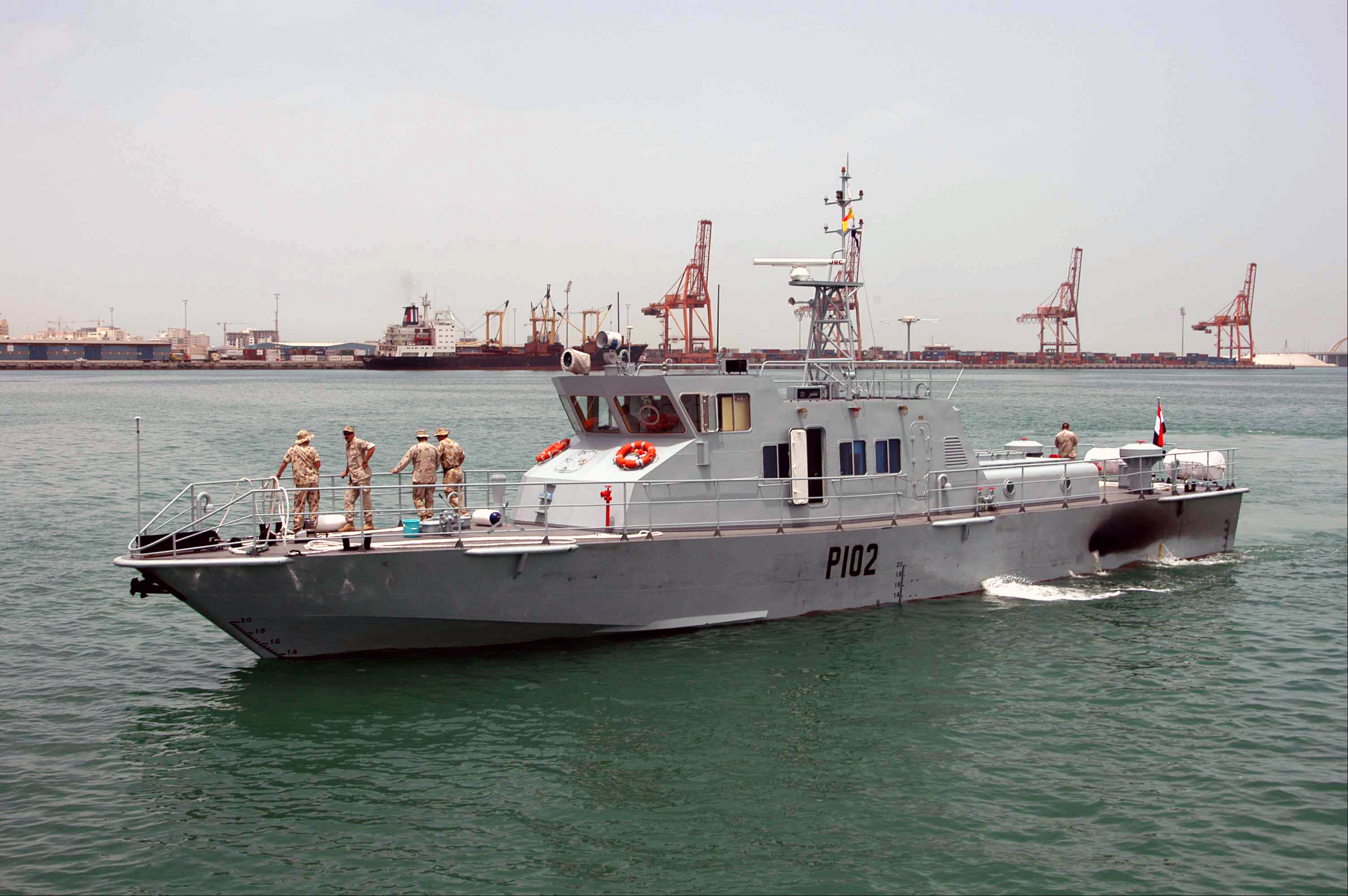
Irácký hlídkový člun třídy Predator

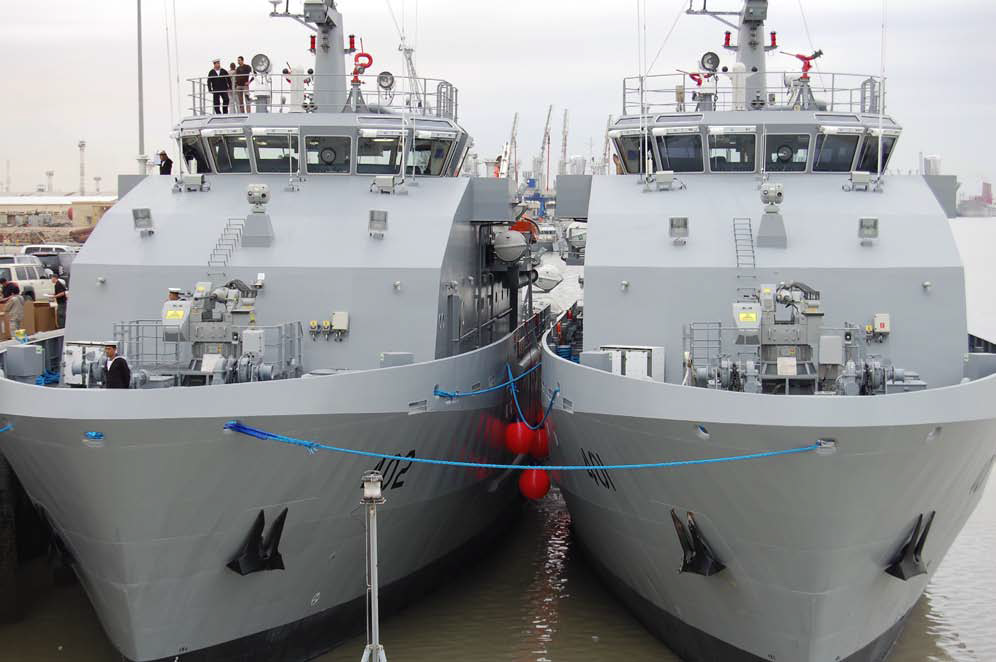
Podpůrné lodě třídy Al Basra

- Třída Al Basra (2 ks) – oceánské podpůrné lodě
- Třída Diciotti (4 ks) – oceánské hlídkové lodě
- Swiftships FPV35  (12 ks) – hlídkové lodě
- Třída Predator (5 ks)
- Typ Ares 55 SAT (3 ks)